# Ainzón
Ainzón é um município da Espanha na província de Saragoça, comunidade autónoma de Aragão. Tem 40,22 km² de área e em 2021 tinha 1 067 habitantes (densidade: 26,5 hab./km²).

## Demografia
| Variação demográfica do município entre 1991 e 2004 | Variação demográfica do município entre 1991 e 2004 | Variação demográfica do município entre 1991 e 2004 | Variação demográfica do município entre 1991 e 2004 |
| --------------------------------------------------- | --------------------------------------------------- | --------------------------------------------------- | --------------------------------------------------- |
| 1991                                                | 1996                                                | 2001                                                | 2004                                                |
| 1226                                                | 1221                                                | 1235                                                | 1229                                                |